# Battle Royale
Battle Royale är en japansk bok, mangaserie och även en film från 2000.

## Handling
Handlingen äger rum i en alternativ tidslinje där Japan är del av en totalitär stat.
Under sekelskiftet kring 2000 ökar ungdomsbrottsligheten i Japan katastrofalt. Myndigheterna kan inte stoppa droganvändningen, våldet och skolkningen. Ett statligt program införs med syftet att terrorisera befolkningen, skapa paranoia och undertrycka all form av revolt – programmet kallas Battle Royale, BR.
En skolklass (9B) väljs ut genom ett lotteri och den utvalda klassen åker på vad som till en början verkar vara en vanlig skolresa. Under resan sövs eleverna ner, tas till en öde ö och vaknar upp i ett rum med var sitt halsband om halsen. Med halsbandet håller militären reda på skolklassen med hjälp av ljudupptagning och sändare. Halsbandet kan även döda bäraren genom en inbyggd bomb och går inte att ta av. Genom en video med en glättig tevepresentatör får skolungdomarna veta att de under de kommande dagarna ska döda varandra och att alla medel är tillåtna. Bara en får överleva, annars dör allihopa. Elever som ifrågasätter programmet och försöker göra revolt dödas på en gång och klassen börjar inse situationens allvar. De tilldelas var sin väska med vatten, karta och kompass, mat, ficklampa samt ett slumpmässigt vapen. Under spelets gång får ungdomarna reda på vilka deras klasskamrater egentligen är och att deras kompisar är beredda att döda alla andra för sin egen överlevnad. Filmen följer de forna kamraternas kamp på liv och död.

## Filmen
Filmen har ett blodigt innehåll och har därför blivit omtalad och beskriven som kontroversiell. Filmen är baserad på bestsellerromanen med samma namn som skrivits av Koushun Takami.

## Rollista
- Tatsuya Fujiwara - Shuya Nanahara
- Aki Maeda - Noriko Nakagawa
- Taro Yamamoto - Shougo Kawada
- Masanobu Ando - Kazuo Kiriyama
- Kou Shibasaki - Mitsuko Souma
- Chiaki Kuriyama - Takako Chigusa
- Takeshi Kitano - Kitano

## Mangan
Mangan gjordes av Koushun Takamis (författaren till boken) manus och teckning av Masayuki Taguchi. Den gjordes ungefär samtidigt som filmen. Händelsemässigt och karaktärsmässigt finns en del skillnader, trots det att det i stort är samma händelseförlopp som skildras. Mest är det bara mer som händer mellan dödsfallen, människor dör inte lika snabbt som i filmen utan gör saker däremellan, kanske bara skadar sig och dör först efter några timmar. Karaktärsmässigt så har en del rollfigurer bytt namn, en del som inte fanns med i filmen finns med, vissa andra gestalter har avlägsnats. Dock är huvudpersonerna desamma.